# 764 (numero)
Settecentosessantaquattro (764) è il numero naturale dopo il 763 e prima del 765.

## Proprietà matematiche
- È un numero pari.
- È un numero composto, con 6 divisori: 1, 2, 4, 191, 382, 764. Poiché la somma dei suoi divisori (escluso il numero stesso) è 580 < 764, è un numero difettivo.
- È un numero congruente.
- È un numero odioso.
- È parte delle terne pitagoriche (420, 637, 763), (763, 2616, 2725), (763, 5916, 5965), (763, 41580, 41587), (763, 291084, 291085).

## Astronomia
- 764 Gedania è un asteroide della fascia principale del sistema solare.
- NGC 764 è una stella doppia della costellazione della balena.

## Astronautica
- Cosmos 764 è un satellite artificiale russo.

## Altri ambiti
- La Route nationale 764 è una strada statale della Francia.